# Vest-Agder
 (Zahodni Adger) je norveška administrativna regija (fylke), ki na uahodu meji na Rogaland, na vzhodu pa na Aust-Agder. Leta 2002 je v njej prebivalo 157.851 ljudi, kar je predstavljalo 3,4% skupne norveške populacije. Ozemlje regije meri 7.281 km². Administrativno središče je Kristiansand.

## Občine
Vest-Agder sestavlja 15 občin:
1. Åseral
2. Audnedal
3. Farsund
4. Flekkefjord
5. Hægebostad
6. Kristiansand
7. Kvinesdal
8. Lindesnes
9. Lyngdal
10. Mandal
11. Marnardal
12. Sirdal
13. Søgne
14. Songdalen
15. Vennesla